# Клинци су у реду
Клинци су у реду је америчка комедија-драма из 2010. у режији Лизе Чолоденко, а по сценарију Чолоденка и Стјуарта Блумберга. То је један од првих мејнстрим филмова који приказује истополни пар који одгаја двоје тинејџера. Хит на филмском фестивалу у Санденсу 2010. године, отворен је у ограниченом издању 9. јула 2010. године, проширен на више биоскопа 30. јула 2010. године. и објављен је на ДВД-у и Блу-реј-у 16. новембра 2010. године. Филм је награђен Златним глобусом за најбољи филм – мјузикл или комедија, а Анет Бенинг је награђена Златним глобусом за најбољу глумицу – филмски мјузикл или комедија. Филм је такође добио четири номинације за Оскара, укључујући једну за најбољи филм, на 83. додели Оскара.

## Радња
Никол 'Ник' (Анет Бенинг) и Џулс Олгуд (Џулијана Мур) су брачни истополни пар који живи у области Лос Анђелеса. Ник је акушер, а Џулс је домаћица која почиње да се бави дизајном пејзажа. Свака је родила дете користећи истог донора сперме.
Ник и Џулсин 16-годишњи син Ласер (Џош Хачерсон) жели да пронађе свог биолошког оца, али је сувише млад да тражи ту информацију од банке сперме, па пита своју 18-годишњу сестру Џони (Мија Вашиковска) да их контактирате. Банка сперме идентификује Пола Хетфилда (Марк Рафало), власника ресторана, као донатора и дели његове контакт информације. Када се њих троје сретну, Џони је импресиониран Половим боемским начином живота, а Пол постаје ентузијастичан што ће бити у њиховим животима. Џони се заклиње свог брата на тајност јер не жели да узнемирава њихове мајке. Међутим, Џул и Ник сазнају и позивају Пола на вечеру. Када Џулс открије да се бави пејзажним послом, Пол је замоли да трансформише његов задњи врт. Џулс се слаже, иако се Нику та идеја не свиђа.
Пол цени Џулсин таленат, нешто што Џулс сматра да јој недостаје Нику. Након што једног поподнева Џулс импулсивно пољуби Пола, они завршавају заједно у кревету и започињу аферу. Како Џулс и деца почињу да проводе више времена са Полом, Ник постаје уплашена, верујући да Пол поткопава њен ауторитет над децом. Након жестоке расправе са Џулс, Ник предлаже да сви вечерају у Пауловој кући како би ублажили напетост. Вечера иде добро све док Ник не открије трагове Џулсине косе у Половом купатилу и спаваћој соби. Када се суочи са Ником, Џулс признаје аферу, али уверава Ника да она није заљубљена у Пола и да није исправила; само је хтела да буде цењена. Џони и Ласер чују свађу, због чега укућани постају напети. Пол, верујући да се заљубио у Џулс, зове је да јој предложи да напусти Ника и дође да живи са њим, доводећи децу. Џулс одбија, згрожена Половим неразумевањем њене сексуалности.
Ноћ пре него што Џони пође на колеџ, Пол стиже у кућу Олгудових. Џони га одбија и љути се суочава са Ником. Ласер га игнорише док покушава да му привуче пажњу кроз прозор. Касније те ноћи, Џулс у сузама моли своју породицу за опроштај.
Следећег јутра, породица вози Џонија на колеџ. Док Ник и Џулс грле Џонија збогом, они се такође нежно додирују. Током вожње кући, Ласер говори својим мајкама да не треба да раскину јер су престаре. Џулс и Ник се смеју, а филм се завршава тако што се смеју једни другима и држе се за руке.

## Глумци
- Анет Бенинг као др Никол 'Ник' Олгуд, акушер/гинеколог и главни хранитељ породице.[2] Она је мајка Џонија и Ласера и Џулсина жена. Она је биолошка мајка Џонија. Ник се осећа угрожено када деца одлуче да доведу Пола у своје животе и брине се да ће пореметити породичну динамику. Она је алкохоличарка, али на крају одустаје од алкохола.
- Џулијан Мур као Џулс Олгуд, главна домаћица која никада није имала формалну каријеру, али почиње посао дизајна пејзажа.[2] Она је Џонијева и Ласерова мајка и Никова жена. Она је биолошка мајка Ласера.
- Марк Рафало као Пол Хатфилд, слободоумни власник ресторана органске хране. Био је анонимни донатор сперме за оба детета.
- Мија Вашиковска као Џони Олгуд, која је недавно напунила 18 година и спрема се да оде на колеџ. Она је Ласерова старија сестра и добила је име по Џони Мичел, Никовој омиљеној певачици.
- Џош Хачерсон као Ласер Олгуд, 15-годишњи син који тражи од Џонија да му помогне да упозна њиховог биолошког оца.

## Продукција
Лиза Чолоденко и Блумберг су почели да оцртавају сценарио крајем 2004. године, делимично заснован на неким аспектима њеног живота. Пројекат је помогао да се покрене уз помоћ калибра глумаца који су пристали да се придруже, прво Џулијана Мур, а затим Марк Рафало и Анет Бенинг . Чолоденко је изјавио: „Људи су се заиста дивили ономе што смо Стјуарт [Блумберг] и ја добили на страници, али је постојао фактор страха у вези с тим како ће филм зарадити новац, јер је тема незгодна. Филм је скоро добио зелено светло 2006. године, али Чолоденко је одложила пројекат након што је затруднела од анонимног донатора сперме. Након порођаја, наставила је рад на филму и добила финансирање од три велика инвеститора, укључујући француског дистрибутера УГЦ.
Главно снимање је завршено за 23 дана у Лос Анђелесу у јулу 2009. Филм је направљен за око 4 милиона долара. Филмски ствараоци су пожурили да заврше постпродукцију на време за филмски фестивал у Санденсу, где је примљен након истека рока за конкурсне пријаве. 25. јануара 2010. филм је имао премијеру, поставши један од фестивалских хитова. На 60. Берлиналу филм је освојио награду Теди. Филм је затворио филмски фестивал у Сиднеју 2010. и отворио филмски фестивал у Лос Анђелесу .

## Пријем

### Благајна
Отварајући се у ограниченом издању у седам биоскопа, Клинци су у реду зарадио је 491.971 долара током првог викенда. Са 70.282 долара по биоскопу, филм је постигао највећу просечну зараду у 2010. од средине јула 2010. Проширио се на 38 позоришта 16. јула, затим 201 23. јула и коначно 847 30. јула.

### Критички одговор
Филм је пуштен на широко признање критичара, а Бенингова је добила широке похвале за свој наступ. Rotten Tomatoes извештава да је 92% критичара дало филму позитивну рецензију на основу 225 критика, са просечном оценом 7,80/10. Консензус сајта је да је „Вредан као добро одглумљен ансамбл и као паметна, топла изјава о породичним вредностима, Клинци су у реду изванредна“. Метакритик, који додељује просечну оцену од 1–100 критика филмских критичара, има рејтинг од 86 на основу 39 критика, са филмом у категорији „универзалног признања“. Роџер Иберт дао је филму 3½ звездице од 4 и написао: „Клинци су у реду усредсређена је на лезбејски брак, али није реч о једном. То је филм о самом браку, институцији са изазовима који су универзални. Замислите само: од вас се очекује да живите много, ако не и све, свог брачног живота са другом одраслом особом. Нисмо одгајани за ово.“  Филм се појавио на листи десет најбољих филмова 39 критичара за 2010. Ентони Квин из Индипендента и Елизабет Вајцман из Дејли њуза навели су га као најбољи филм године, а четири друга критичара су га изабрали за други најбољи филм године.
Анет Бенинг је освојила награду Златни глобус за најбољу глумицу – мјузикл или комедија, а филм је освојио награду Златни глобус за најбољи филм – мјузикл или комедија. Такође су номиноване Џулијана Мур за најбољу глумицу и Лиза Чолоденко и Стјуарт Блумберг за најбољи сценарио. Мур и Бенинг су обојица били номиновани за награду БАФТА за најбољу глумицу у главној улози, а Марк Рафало је номинован за награду БАФТА за најбољег глумца у споредној улози. Чолоденко и Блумберг су такође били номиновани за најбољи оригинални сценарио. Филм је номинован за најбољи филм на 83. додели Оскара. Бенинг и Руфало су били номиновани за најбољу глумицу и најбољу споредну мушку улогу.